# 南北平行予備線
南北平行予備線（なんぼくへいこうよびせん、中国語：南北平行預備線）はかつて台湾台中市と高雄市を結んでいた台湾糖業股份有限公司の複数の軽便鉄道路線を合わせた鉄道路線の名称である。既に廃止されており、略称は南北線（なんぼくせん）である。

## 概要
日本統治時代にも762mm軌間の鉄道網の一部、製糖工場間は明治製糖南投線と大日本製糖中南線（いずれも戦後の中濁線の前身）などが接続されていたが、日本統治終了後の1950年に戦争時を考慮して、国防部は台糖公司に「台鉄縦貫線に平行する路線を造り、戦時の南北交通中断を防止する」為に、后里あるい大甲から、屏東までの各糖廠の鉄道を路線延伸や新設により（相互に）繋いで1本の路線にする事を命じた。
嘉南平原の地形的な関係で河川の多くは東西方向に流れており、各糖業鉄道は河川により隔てられていた。南北線の主要な工事は大きな河川に橋を架ける事であり、工事の便宜を図る為に（一部は）鉄道道路併用橋が採用された。なお、后里あるい大甲からの路線は大甲渓を渡る必要があり、結局は台中が始点駅と決めた。その他、平行の名が有りながら、実際は台鉄縱貫線と数箇所で立体交差していた。
1953年4月25日、鉄道道路併用橋の西螺大橋が完成した事で、北は台中駅から南は高雄籬子内（高雄市前鎮区）に至る南北線が全線開通した。各線区はその地域の糖廠が管轄していた。
1959年の八七水災により台湾中部の橋梁は被害を受け、特に台中県烏渓大橋の被害が甚大であった為に、南北線は（短縮されて）二水が起点となった。その他に渓州糖廠が1954年、南投糖廠が1968年に営業を終えて、1973年には二水線が（台鉄縱貫線の）電化工事に伴う（二水線）橋梁のを架け直しを行う程の業務価値が無いとして廃線が決定し、員林が起点となった。1979年の西螺大橋改築時には鉄道道路併用橋は交通安全の妨げとなるので（線路を除去して道路専用橋として）斗南を起点にした。1984年には台糖の輸出業務が大幅に減少し、南側の終点が糖鉄高雄駅から鳳山駅に移った。1994年に西港大橋上の線路が撤去されて終点は更に北の佳里に移った。1998年には各糖廠から新営副産品加工工場への糖蜜輸送が停止して、南北線は既に名前だけとなって実質が無くなり、最後には国防部も南北線の廃止に同意した。
南北線は元々国防の為に作られたが、台糖にとって最大の貢献は西部の各糖廠を結んだ事によって、各廠相互の支援が得られた事であり、実質上台湾の経済発展産生に大きな役割を果たした。

## 路線データ
- 経営管轄：台湾糖業股份有限公司
- 路線距離（営業キロ）台鉄台中駅 - 高雄籬子内間：262.5km
- 軌間：762mm（ごく一部は1067mmとの三線軌）
- 駅数：
- 複線区間：王功複線などのごく一部（ほとんどが単線）
- 電化区間：無し（全線非電化）

## 路線一覧
南北線は数十の路線が接続して成り立っていた。建設時期で分けると、戦前に作られた既有路線と新設路線に分けられる。営業方式で言うと対外的に旅客・貨物輸送を行っていた営業線と糖鉄自身の輸送のみ行う専用線があった。
中濁線、員林線、王功複線、大排沙線、牛稠子線、田中線、二林線、水尾線、水尾延長線、西螺大橋、西螺延長線、西螺線、斗南線、大林線、小梅線、新港線、牛稠線、嘉義線、過溝線、南靖線、長短樹線、土庫線、土庫延長線、布袋線、学甲線、北門線、隆田線、西港線、爺崁連絡線、海寮線、六塊寮線、安順線、媽祖廟線、大湾線、本州線、太爺線、仁武線、鳥松支線、林園幹線、籬子内線

## 全線の駅一覧
- 台中 - 太平 - 光隆 - 番子寮 - 北溝 - 霧峰 - 六股 - 舊社 - 新豊 - 草屯 - 営盤口 - 南投 - 南糖 - 新佳 - 虎子坑 - 名間 - 鼻子頭 - 二水 - 二渓 - 二水分岐 - 渓州 - 渓墘厝 - 西螺 - 二崙 - 湳子村 - 墾地 - 北渓厝 - 虎尾工場 - 大林機務旗駅 - 頂坪 - 牛斗山 - 白鴿厝 - 頂過溝 - 南靖 - 菁寮 - 長短樹 - 新営廠前 - 大内分岐 - 下営 - 北学甲 - 大湾 - 佳糖 - 西港 - 海寮 - 和順 - 安順 - 三車 - 太子廟 - 新田分岐 - 仁徳 - 太爺 - 水車 - 路竹 - 本洲 - 劉保公 - 橋頭 - 鳳山厝 - 仁武 - 夢裡 - 鳳山 - 牛寮 - 佛公分岐 - 籬子内

- 鳳山分岐起点：大寮 - 義和 - 頭前渓 - 第一大渓州 - 頂宅 - 屏副